# Вьяса
Вья́са (санскр. व्यास, IAST: Vyāsa — «дробность», «деление», «разделение», «подробность», «подробное изложение», от корня as + префикс vi: «разделять», «рассевать», «разбрасывать»), также известный как Ведавьяса, Вьясадева, Бадараяна или Кришна-Двайпаяна — согласно индуистским источникам мудрец III тысячелетия до н. э., считающийся автором или редактором-составителем многих глубоко древних и обширных по объёму памятников — Вед, Пуран, философской системы веданты, а также эпоса «Махабхараты». Именование «Вьяса» придаётся также и другим древним авторам и компиляторам, но особо этому — Ведавьясе, составителю Вед, который называется также «Шашвата» (санскр. — «бессмертный», «вечный»).
Вьяса считается автором «Веданта-сутр», входящих наряду с «Бхагавадгитой» и главными Упанишадами в так называемый «тройной канон» («прастханатрайя») — главного для всех течений и школ индуизма, признающих авторитет Вед.
Согласно «Бхагавата-пуране» Вьяса является семнадцатым Воплощением Бога (санскр. - аватара). В честь Вьясы назван кратер на Меркурии.

## Жизнеописание
По преданиям, Ведавьяса был незаконным сыном мудреца Парашары и Сатьявати; ребёнок был отнесён на остров на реке Джамне рядом с городом Калпи. В силу своего происхождения он получил имя Канина (санскр.: «бастард»), по цвету кожи — Кришна (санскр. - «чёрный»), а по месту рождения и воспитания — Двайпаяна («рождённый на острове», «островитянин»).
После рождения Вьясы его мать Сатьявати вышла замуж за царя Шантану и родила от него двух сыновей. Старший из них — Читрангада — был убит в сражении, а младший — Вичитравирья — умер бездетным. Вьяса, ведший аскетическую жизнь в лесу, по законам страны и по настоянию своей матери взял к себе двух бездетных вдов своего младшего единоутробного брата — Амбику и Амбалику. От них он имел двух сыновей: Дхритараштру и Панду, родоначальников двух враждующих в «Махабхарате» родов — Кауравов и Пандавов.